# Febrafite
A  Associação Nacional de Fiscais de Tributos Estaduais –  FEBRAFITE é uma entidade privada sem fins lucrativos que tem por objetivo defender os interesses dos auditores fiscais das Receitas Estaduais e do Distrito Federal e associados (as).
Fundada em 20 de março de 1992, a Associação Nacional representa atualmente mais de 30 mil auditores fiscais e congrega 26 entidades filiadas em quase todo o território nacional brasileiro .
Além de buscar a valorização técnica, profissional e social dos Fiscais de Tributos Estaduais, a federação promove estudos e propõe políticas que possam desenvolver o fortalecimento da Administração Tributária no país com a proposta de difundir práticas mais eficientes e transparentes.

## Objetivos
Segundo informações da instituição , os objetivos principais da FEBRAFITE são:
1. Defender as prerrogativas, atribuições e o concurso público das carreiras fiscais;
2. Afirmar a essencialidade das administrações tributárias e das receitas públicas;
3. Contribuir para o aperfeiçoamento do Sistema Tributário;
4. Fomentar a cidadania fiscal;
5. Promover ações para a melhoria da qualidade de vida dos associados e familiares;
6. Contribuir na formulação das políticas públicas econômicas e sociais;
7. Capacitar a classe fiscal.

## Formas de atuação
Atualmente, a FEBRAFITE possui cinco eixos de atuação:

### Defesa dos direitos de auditores fiscais das receitas estaduais
Buscando a valorização da carreira, incentivando o aperfeiçoamento dos fiscais e participando de fóruns específicos como Centro Interamericano de Administrações Tributária e o Encontro Nacional de Coordenadores e Administradores Tributários Estaduais promovendo articulação com entidades internacionais como Rede de Auditores Fiscais de Língua Portuguesa.

### Aperfeiçoamento do sistema tributário
Oferecendo, em conjunto com as associações filiadas, apoio às Administrações Fazendárias para proporcionar o aperfeiçoamento técnico para melhor fiscalizar, arrecadar e administrar os tributos estaduais. Um exemplo é o estudo 21 medidas para otimizar a arrecadação tributária entregue aos candidatos a governadores durante o pleito de 2018.

### Participação de debates na esfera da economia nacional
Como a participação do debate no Congresso Nacional sobre proposta de reforma tributária e na defesa da manutenção do ICMS (Imposto Sobre Circulação de Mercadorias e Serviços) e no ressarcimento da Lei Kandir aos entes subnacionais

### Reconhecimento e divulgação de iniciativa inovadoras na área fiscal e tributária
Principalmente por meio do Prêmio Nacional de Educação Fiscal que divulga iniciativas inovadoras de escolas e instituições públicas, privadas e governamentais que demonstrem a importância dos tributos para a sociedade e da importância do gerenciamento dos recursos públicos.

### Prestando serviços na área de saúde e bem-estar dos associados
Por meio da FEBRAFITE SAÚDE que promove a integração dos Planos de Saúde das Entidades dos Fiscos Estaduais, operando planos privados de assistência à saúde, na modalidade de autogestão.
Além dos eixos listados acima, o FEBRAFITE utiliza o Congresso Nacional de Fiscais de Tributos Estaduais como ferramenta de atuação, promovendo por meio do evento estudos e deliberações quem envolvem os interesses dos fiscais e que também abordem temas como tributação, arrecadação e fiscalização, além de promover a integração das Administrações Tributárias Estaduais.

## Histórico
A criação da Federação Brasileira de Associações de Fiscais de Tributos Estaduais se deu durante a assembleia geral de auditores fiscais realizada em Florianópolis (SC) no fim do ano de 1991. Em março de 1992, a federação instituiu sua sede em Brasília.
Ao longo de sua trajetória, tiveram marcos importantes que ilustraram a importância da federação como a apresentação de proposta de reforma tributária ao Congresso Nacional em 1999. O texto apresentava um modelo de especialização da base de tributos. Atualmente, a federação já apresentou a 3ª edição da proposta que propõe medidas para dar simplicidade, neutralidade, progressividade, isonomia, transparência e fortalecimento do fisco.
A realização da primeira edição do Prêmio de Educação Fiscal em 20 de novembro de 2012 também foi um grande feito para a FEBRAFITE. A premiação contou com a 218 inscrições. Dentre elas, 3 foram escolhidas como as melhores iniciativas. A oitava edição do prêmio, realizada em 2019, recebeu a inscrição de 331 trabalhos de todo o País.
Pode-se considerar que a produção do seminário “Reforma Tributária da Perspectiva da Administração Tributária”, em 7 de maio de 2019 também foi um marco para a federação. O evento contou com a presença da Associação Brasileira de Direito Financeiro (ABDF) e da Fundação Instituto de Pesquisas Contábeis, Atuariais e Financeiras (FIPECAFI)

## Estrutura
Constituída por Associações que congreguem Fiscais de Tributos Estaduais, a FEBRAFITE é estruturada por meio de três órgãos de administração. Apenas representantes da carreira podem fazer parte dos órgãos e o mandado é de dois anos. As instâncias da federação são:

### Assembleia Geral do Conselho Deliberativo
Formada pela diretoria e representante legal das Associações filiadas, a Assembleia é o órgão máximo da instituição. O grupo é responsável por escolher o presidente e todos àqueles que irão compor a presidência da federação, o Diretor de Saúde e Diretor de Saúde Substituto da FEBRAFITE assim como eleger os Membros do Conselho Fiscal.
Também cabe a Assembleia a aprovação do orçamento anual da entidade, fiscalizar os atos da diretoria, deliberar quanto à exclusão de Associação filiada, aprovar o orçamento anual dentre outras atribuições.

### Diretoria
Essa é a instância executiva da federação. Ela é composta pelo Presidente e pelos 1º, 2º, 3°, 4° e 5º Vice-Presidentes, Diretor de Saúde, Diretor de Saúde Substituto, Diretor de Previdência e Seguros, Diretor de Turismo e Eventos, Diretor de Estudos Tributários, Diretor de Comunicação, Diretor Jurídico, Diretor de Assuntos Parlamentares, 1º e 2º Secretários, Diretor de Saúde Substituto, Diretor Financeiro e Diretor Financeiro Substituto
Compete à diretoria dirigir e administrar a instituição conforme normas descritas no Estatuto, executar às determinações da Assembleia Geral e do Conselho Deliberativo, apresentar relatório anual das atividades desenvolvidas dentre outras atribuições.

### Conselho Fiscal
É atribuição dos membros do conselho examinar as contas da Diretoria e emitir e encaminhar à Assembleia Geral do Conselho Deliberativo parecer técnico sobre as contas examinadas. Ele é formado por três membros efetivos e três suplentes, eleitos pela Assembleia Geral do Conselho Deliberativo.
Para realizar a filiação, as Associações deverão ter personalidade jurídica, ter como Presidente um Fiscal de Tributos Estaduais e por fim ter objetivos coerentes com os princípios defendidos pela FEBRAFITE.